# Chenopodium densifolium
Chenopodium densifolium là loài thực vật có hoa thuộc họ Dền. Loài này được (Ludwig & Aellen) F. Dvořák mô tả khoa học đầu tiên năm 1987.